# Guaíba
Guaíba is een gemeente in de Braziliaanse deelstaat Rio Grande do Sul. De gemeente telt 99.334  inwoners (schatting 2017).

## Aangrenzende gemeenten
De gemeente grenst aan Barra do Ribeiro, Eldorado do Sul en Mariana Pimentel. En over water (Lago Guaíba) met Porto Alegre.